# Parachondrostoma miegii

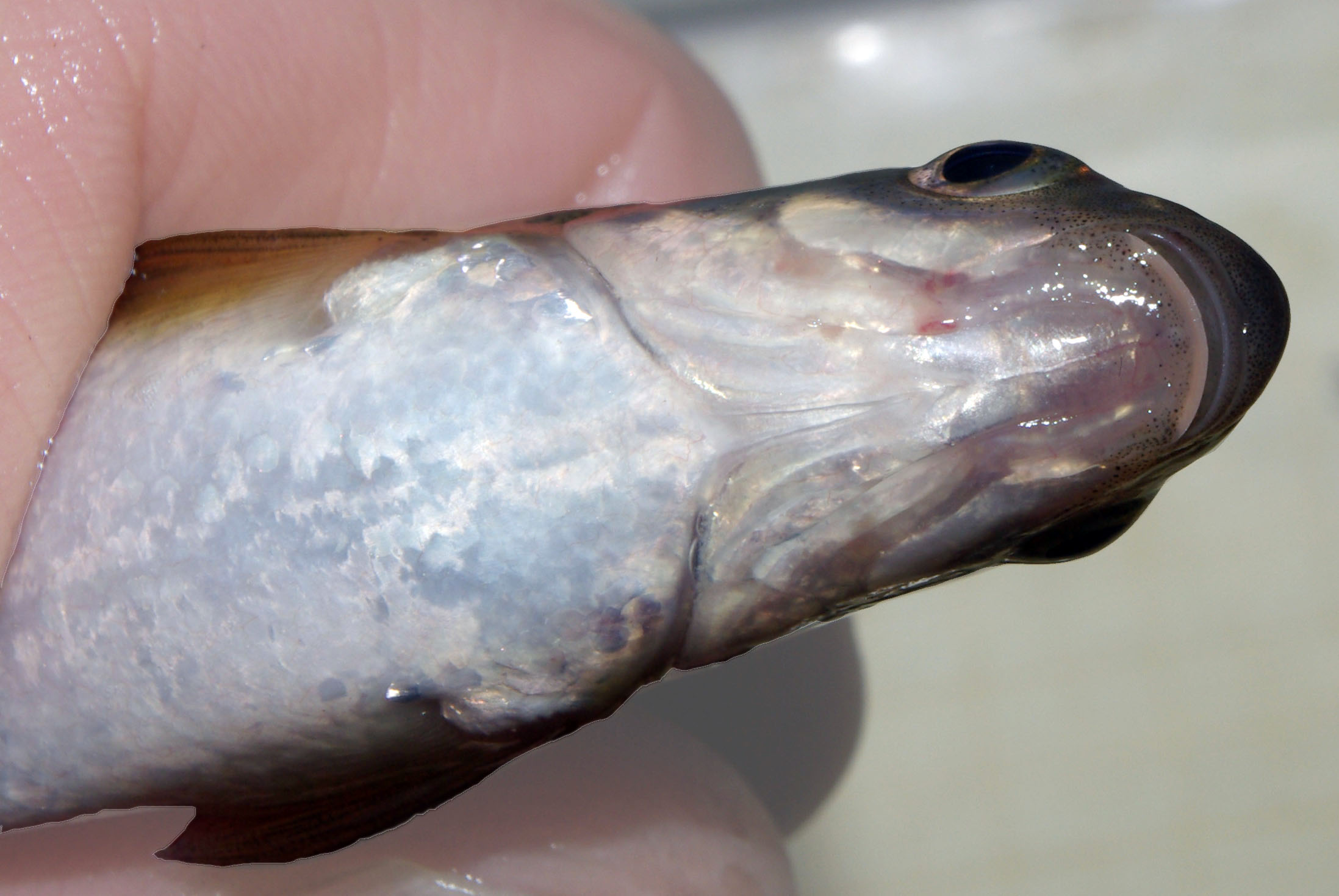
Particolare della bocca

Pseudochondrostoma miegii Steindachner, 1866, noto con il nome spagnolo madrilla, è un pesce d'acqua dolce appartenente alla famiglia Cyprinidae.

## Distribuzione e habitat
Questa specie è endemica della penisola Iberica settentrionale: bacini dei fiumi Ebro, Bidasoa, Urumea, Oca, Oria, Butròn, Neviòn, Pays, Ason e Agüera. È presente anche in una piccola area del bacino del Tago.
Vive in tratti fluviali con corrente vivace e fondi sassosi.

## Descrizione
È simile agli appartenenti al genere Chondrostoma. Ha Il muso arrotondato (meno che in Parachondrostoma turiensis) e, in vista ventrale, è ben visibile la capsula cornea che ricopre il muso. Il peduncolo caudale è più sottile che nei congeneri.
La colorazione è argentea (con riflessi giallastri sul dorso) con una banda scura laterale spesso indistinta.
Misura fino a 25 cm di lunghezza.

## Riproduzione
Si riproduce in primavera ed effettua migrazioni verso monte in occasione della fregola.

## Alimentazione
Si ciba di diatomee bentoniche che raschia dalle pietre con la bocca cornea.

## Conservazione
Si tratta di una specie abbondante le cui popolazioni non sono a rischio di estinzione.